# لا اسیبدا
لا اسیبدا (به اسپانیایی: La Acebeda) یک دهستان اسپانیا است که در مادرید (بخش خودمختار) واقع شده‌است.

## خصوصیات
لا اسیبدا ۲۲٫۰۶ کیلومترمربع مساحت و ۵۷ نفر جمعیت دارد.